# Democratische Alliantie voor Diversiteit en Ontwaken
De Democratische Alliantie voor Diversiteit en Ontwaken (Demokratische Allianz für Vielfalt und Aufbruch, DAVA) is een toekomstige politieke partij die in 2024 in Duitsland zal worden opgericht. De partij wordt beschouwd als een uitloper van de Turkse AKP, de partij van president Recep Tayyip Erdogan.

## Oprichting en politieke oriëntatie
DAVA wordt opgericht met als doel mee te doen aan de Europese verkiezingen 2024 in Duitsland. De partij wordt gezien als een instrument van president Erdogan om politieke invloed uit te oefenen in Duitsland en Europa. De partij wordt door de Duitse publieke media omschreven als "dichtbij Erdogan" en "Turks islamitisch", maar daar is geen bewijs voor.
In haar oprichtingsverklaring roept DAVA op om "mensen met buitenlandse wortels hun rechten volledig toe te kennen". De organisatie vraagt aandacht voor discriminatie in het dagelijks leven en voert campagne tegen kinderarmoede en armoede onder ouderen via sociale uitkeringen.

## Topkandidaten en banden met de AKP
Tot nu toe zijn er vier mannen aangekondigd als de topkandidaten van DAVA. Alle vier zijn ze in het verleden betrokken geweest bij Erdogan's AKP of uitlopers daarvan. Tot de topkandidaten behoren de Hamburgse arts Mustafa Yoldas, die bekend staat om zijn "steun aan Hamas en organisaties die daar nauw mee verbonden zijn", en de arts Ali Ihsan Ünlü, een functionaris van de Turkse organisatie DİTİB. De Solinger advocaat Fatih Zingal en de partijleider van DAVA, Teyfik Özcan, waren vroeger lid van de SPD.

## Kritiek en bezorgdheid
De oprichting van DAVA heeft in Duitsland tot bezorgdheid en kritiek geleid. De CDU interieurexpert Christoph de Vries waarschuwde tegen de nieuwe partij en riep de veiligheidsautoriteiten op om de activiteiten van de partij en haar banden met de Turkse regering nauwlettend in de gaten te houden. Andere politici uitten vergelijkbare zorgen en waarschuwden ervoor dat de Turkse regering via DAVA directe invloed op de Duitse politiek zou uitoefenen.

## Eerdere soortgelijke partij
De Alliantie voor Innovatie en Rechtvaardigheid (Duits: Bündnis für Innovation & Gerechtigkeit, afkorting: BIG) is een kleine partij die in 2010 in Keulen is opgericht en op alle politieke niveaus meedoet aan verkiezingen in heel Duitsland. Ze werd beschouwd als een Duitse uitloper van de rechts-conservatieve Turkse AKP. De partijleiding beweert echter onafhankelijk te zijn van de AKP. Volgens haar eigen beschrijving wil ze opkomen voor de belangen van migranten in het bijzonder en "recht doen aan de veranderingen in [een] multiculturele en pluralistische samenleving door innovatieve en realistische politieke oplossingen". De BIG-partij is voornamelijk opgericht door moslims, maar ziet zichzelf niet als een islamitische partij.
De partij nam deel aan de Europese verkiezingen op 26 mei 2019 en kreeg 0,2 %.